# Bartók Béla-szobor (Makó)
Bartók Béla makói szobra a Városközpontban, egy kis parkmező közepén áll, a Makói Általános Iskola Bartók épülete előtt. A szobor alkotója Varga Imre.
A világhírű zeneszerző és népdalgyűjtő Makón 1929. április 5-én adott koncertet a városházában a helyieknek. A nézőknek elmesélte, hogy gyerekként szeretett volna egy zöldséggel megrakott kocsival ellátogatni a Maros-parti városba, de szülei nem engedték: "lám, most a gyermekkori vágy beteljesült" – mondta Bartók Béla.
Bartók Béla Nagyszentmiklóson született 1881-ben. A makói Szegedi Utcai Állami általános iskola 1961-ben felvette nevét, ezzel tisztelegve emléke előtt. 1975-ben már volt javaslat arra, hogy az iskola előtti teret rendbehozzák, és egy Bartók-szobrot állítsanak fel. Ekkor a terv egy mellszobor felállítása volt, amelynek a támogatója a zeneiskola igazgatója volt. Ez azonban nem valósult meg.
Az 1970-es évek végén Gilinger Katalin magyar-rajz szakos pedagógus – aki később az iskola vezetője lett – egy fórumon vetette fel a Bartók-szobor ötletét. A város is támogatta és pályázatot hirdetett.
A műalkotást 1981-ben avatták fel, Bartók születésének centenáriumán. A szoboravatás mellett emlékünnepségekkel tisztelegtek a zeneszerző emléke előtt: Bartók kiállítást szerveztek, valamint kórusdalokat hallhatott a közönség. A nézőket Forgó István tanácselnök köszöntötte, avatóbeszédet Koncz János, az MSZMP Csongrád Megyei Bizottságának titkára mondott.
Makó számára különösen fontos volt a szobor felállítása, hiszen a település a legközelebb eső magyarországi város Nagyszentmiklóshoz, a zongoraművész szülőföldjéhez. Az ötnegyedes bronz szobor Bartók alakját emberközelinek, légiesnek és könnyednek mutatja; a zeneszerző éles tekintete a messzeségbe néz.
A szobor egy példánya Párizsban áll, a makóin kívül a budapesti Bartók Béla Emlékház kertjében (Budapest, Csalán u.) is található belőle.
A szobor azóta is a zeneiskola előtti téren található, minden évben megemlékeznek róla, s fiatalok kórusai énekelnek körülötte.